# Église Saint-Luc de Lys-lez-Lannoy
Pour les articles homonymes, voir Église Saint-Luc.
L'église Saint-Luc est un édifice situé à Lys-lez-Lannoy, près de Lille, dans le Nord.
Fondée en 1901, cette église est consacrée à Luc. Trois stalles sont inscrites monument historique au titre objet en 1973. Elle fait partie de la Paroisse Saint-Jean du Ferrain.